# Markab (schip, 1978)

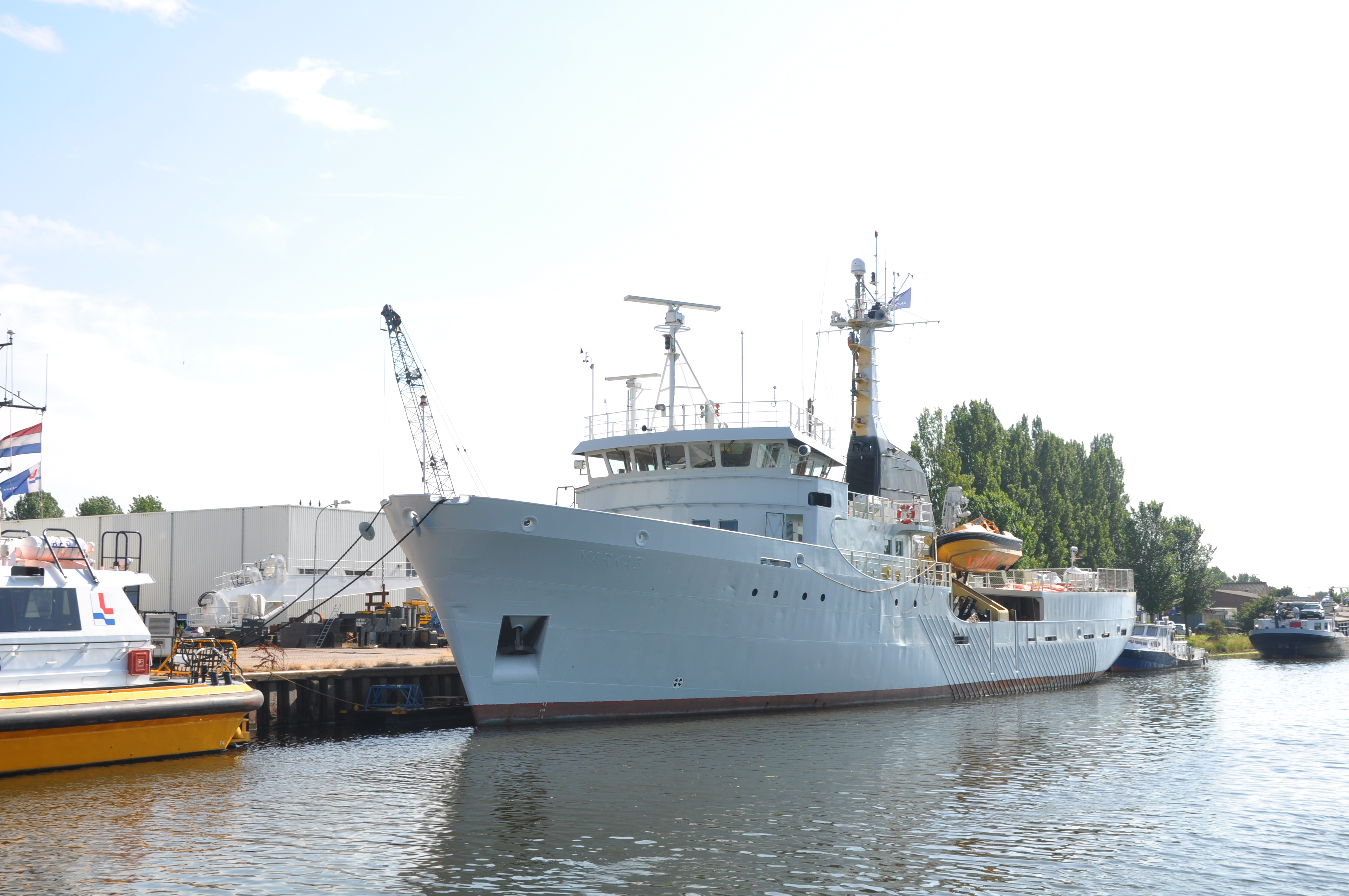
Markab na verkoop aan Antares Charter

De Markab is een loodsboot van het Nederlandse Loodswezen. Deze schepen zijn gestationeerd op de kruispost of pilotstation op zee. Loodsen voor de scheepvaart worden van of naar het loodsvaartuig gebracht met de jol of tender.
De loodsboten liggen permanent op zee, op zo’n 20 zeemijl voor de kust, voor het beloodsen van schepen van en naar de Rotterdamse havens, de Nederlandse zeehavens en de Vlaamse havens aan de Westerschelde. Alleen bij storm keren de loodsboten terug naar de haven want bij golven hoger dan 2,8 meter was het beloodsen niet meer mogelijk.
Zusterschepen Menkar en Mirfak zijn in 1977 in de vaart genomen. Ze worden ook wel aangeduid als de M-klasse. Alle drie schepen zijn vernoemd naar sterren die gebruikt worden bij de navigatie.
In 2011 is de bouw gestart van het eerste van drie nieuwe loodsvaartuigen die de 35 jaar oude loodsboten van de M-klasse gaan vervangen. Sinds eind 2012 is het eerste van de nieuwe vaartuigen, de Polaris, operationeel.
In 2013 werd de Markab verkocht aan een Duits bedrijf dat het schip zal inzetten als beveiligingsschip bij de oliewinning in West-Afrika.